# Agia e Dercilo
Agia e Dercilo (Argo, III secolo a.C. – ...) è stato uno storico greco antico.

## Biografia
Dercilo è sempre citato con Agia, quest'ultimo probabilmente persona diversa dall'autore dei Νόστοι; alternativamente, alcuni studiosi hanno proposto l'ipotesi che Agia fosse il poeta epico o l'autore di un poema su Argo, mentre Dercilo ne avrebbe epitomato l'opera in prosa, visto anche il colorito poetico di alcuni frammenti.

## Opere
Secondo le fonti, i due avrebbero scritto degli Ἀργολικά (Storia di Argo), di cui restano pochi frammenti. Tra gli altri autori che se ne servirono, abbiamo notizia che ne fece uso ampiamente anche Callimaco negli Aitia, relativamente ai culti proprio di Argo  e, in un caso, di Paro, come appare per il primo racconto del poema eziologico. Inoltre, per il personaggio di Molorco nell'aition che apre il III libro, Callimaco avrebbe attinto da una storia dettagliata delle fatiche di Eracle o da una storia dell'Argolide, quale appunto quella dei nostri autori.
Relativamente al solo Dercilo, sono attestati, invece, Ἰταλικά (Storia d'Italia), Σατυρικά (pare sulle leggende e drammi relativi ai Satiri) e opere  Sui monti e Sulle pietre.